# 외솔초등학교
외솔초등학교는 대한민국 울산광역시 중구에 있는 초등학교다.

## 학교 연혁
- 2011.04.12 외솔초등학교 설립 인가
- 2014.03.01 12학급 개교(유치원3학급) (남73명, 여40명, 계122명)
- 2014.03.01 초대 심차임 교장 취임
- 2014.03.05 제1회 입학식(남28명, 여24명, 계52명)
- 2015.02.17 제1회 졸업식(남16명, 여5명, 계21명)
- 2015.03.01 제2대 김종태 교장 취임
- 2015.03.01 17학급 편성(유치원 3학급)
- 2016.02.19 제2회 졸업식(남20명, 여19명, 계39명, 졸업생 누계60명)
- 2016.03.01 20학급 편성(유치원 3학급)
- 2017.02.17 제3회 졸업식(남25명, 여24명, 계49명, 졸업생 누계109명)
- 2017.03.01 24학급 편성(유치원 3학급)